# Александровская больница (Харьков)
Александровская больница (укр. Олександрівська лікарня) — городская больница в городе Харьков Харьковской области Украины, построенная в 1869 году. Расположена в центральной части города в районе железнодорожного Южного вокзала на улице Благовещенская, 25.

## Основание больницы
В середине XIX века остро встал вопрос с лечением всё увеличивающегося населения города. Сабурова дача была переполнена, университетские клиники могли принять очень ограниченное количество больных, возникшая немногим ранее в 1863 году лечебница Медицинского общества имела только амбулаторию, услуги практикующих врачей могли себе позволить только состоятельные жители. Беднейшее население города вообще не могло получить стационарное лечение — лечились преимущественно на дому.
25 мая 1867 года в Париже произошло покушение на императора Александра II. Харьковчане решили увековечить память о спасении царя строительством больницы, рассчитанной на беднейшие слои населения. Инициатором строительства выступил городской голова Н. Д. Шатунов. Его идею поддержал губернатор Пётр Павлович Дурново, сделавший крупное пожертвование в размере 25 тысяч рублей на строительства больницы и предложивший её назвать Александровской. Он же стал пожизненным почётным попечителем больницы, после окончания её постройки. Обеспеченные харьковчане делали благотворительные взносы, городская дума также поддержала стройку, выделив на неё средства из бюджета. Открытие произошло 30 августа 1869 года, устав был утверждён через несколько дней 7 сентября. Больница разместилась в новом каменном доме на Благовещенской улице № 25 (ныне улица Карла Маркса) возле Тюремной площади. На этом месте до 1840-х годов находился институт благородных девиц, а после его переезда старое ветхое здание использовалось в качестве казармы внутренней стражи.

## История
Больница была рассчитана на приём больных всех сословий и вероисповеданий со всеми заболеваниями, за исключением психических. Главный же контингент — малоимущее население и рабочие. Также в ней лечились приезжие — железная дорога направляла сюда своих больных. Иногда приходилось лечить и военнослужащих, несмотря на то, что в городе был отдельный военный госпиталь — в русско-турецкую войну 1877—1878 годов здесь лечилось около 500 раненых и больных, доставленных с фронта. Кроме стационара, в больнице также действовала амбулатория с бесплатной выдачей лекарств.
В момент открытия в 1869 году больница имела всего 100 койко-мест и сразу же столкнулась с перегруженностью и необходимостью расширения. Уже в 1873 году больничные помещения были расширены, что позволило добавить ещё 30 кроватей. В 1878 году очередное расширение на 30 кроватей — уже 160 коек. После отказа земства в приёме излишних больных в Сабуровой даче, в которой в основном лечились больные из губернии, Александровская больница была расширена в 1882 году до 220 кроватей. Эпидемия брюшного тифа, случившаяся в Харькове в 1889 году, вынудила город открыть дополнительное отделение на 36 коек. А в 1891 году было нанято помещение на 40 кроватей. С эпидемией сыпного тифа в 1892 году при губернской земской больнице было открыто отделение Александровской больницы вначале на 60, а потом и на 75 кроватей.
К концу XIX века основное помещение больницы вмещало 240 коек. Но из-за хронической переполненности, городской думой было принято решение в 1895 году о строительстве Николаевской больницы, расположенной в восточной части города на Корсиковской улице. Открытие этой больницы в 1900 году позволило снять часть нагрузки с Александровской.
В 1905 году в больнице уже было 260 койко-мест. К 1915 году количество коек Александровской больницы превысило 300.
В послереволюционное время больница была переименована и стала называться Первая советская больница имени Ленина. В дальнейшем она стала называться просто Первая клиническая больница.
В 2016 году корпуса больницы были выкуплены частной клиникой Имплант, специализирующейся на искусственном оплодотворении. По состоянию на 2018 год идет реконструкция и перестройка старых зданий. 

## Финансирование
С момента основания больницы на её содержание собирался обязательный ежегодный пятидесятикопеечный сбор со всех фабричных и заводских рабочих, чернорабочих, домовой прислуги, извозчиков и торговцев. При посещении ими больницы плата с них не взималась. Лица, не принадлежавшие к рабочему классу, могли получить лечение, оплатив его. Город постоянно выделял средства на содержание и расширение больницы. Также много жертвовали частные лица.
Сбор вначале оплачивался в самой больнице, взамен его выдавался больничный билет, дававший право не бесплатное оказание помощи в больнице в течение года. Нередко сбор оплачивался только перед обращением в больницу, покупался один билет на всю артель, что приводило к постоянному недобору средств. В дальнейшем сбор был увеличен до 1 рубля в год и начал оплачиваться в полицейских отделениях. Лица, не оплатившие больничный сбор, не могли прописать паспорт.
С 1869 года по 1 января 1902 года на финансирование больницы было собрано больничного сбора на сумму более 660 тысяч рублей, городское финансирование составило ещё около 700 тысяч. Общий же объём средств из всех источников, полученных и потраченных больницей за этот период, составил более 1 млн 750 тысяч рублей. Также больница к началу XX века имела неприкосновенный капитал в размере 100 тысяч рублей, целенаправленно пожертвованный частными лицами на содержание бесплатных кроватей и обеспечение больных.
После Октябрьской революции в России 1917 года и установления советской власти больница стала полностью финансироваться за счёт государственных средств.